# Luis VII de Hesse-Darmstadt
Luis VII de Hesse-Darmstadt (en alemán, Ludwig VII. von Hessen-Darmstadt; Darmstadt, 22 de junio de 1658-Gotha, 31 de agosto de 1678) fue en 1678, por un corto tiempo, landgrave de Hesse-Darmstadt.

## Biografía
Luis VII era hijo del landgrave Luis VI de Hesse-Darmstadt (1630-1678) de su primer matrimonio con María Isabel de Holstein-Gottorp (1634-1665), hija del duque Federico III de Holstein-Gottorp.
En 1676 fue aceptado por el duque Augusto de Sajonia-Weissenfels en la Sociedad Fructífera, con el número 865. 
Después de la muerte de su padre el 24 de abril de 1678, Luis VII heredó Hesse-Darmstadt. Reinó durante sólo 18 semanas y 4 días, y murió el 31 de agosto de 1678 por los efectos de infección de la disentería en Gotha, donde en realidad quería comprometerse con la princesa Erdmuthe Dorotea de Sajonia-Zeitz.
Su hermano menor, Federico, había muerto en 1676 después de una caída. Por lo tanto, el medio hermano de Luis, Ernesto Luis, heredó el landgraviato, que estaba bajo la regencia de la madrastra de Luis, Isabel Dorotea de Sajonia-Gotha-Altemburgo. Luis, al igual que su padre antes que él, la había nombrado en su testamento como regente.

## Literatura
- Heinrich Künzel: Das Leben und der Briefwechsel des Landgrafen Georg von Hessen-Darmstadt [...]. Friedberg und London 1859, S. 3 Online